# Alex Ferrari
Alex Ferrari, nome artístico de Levi de Oliveira Silva (Ariquemes, 21 de abril de 1982) é um cantor, letrista e compositor brasileiro, conhecido pelo seu sucesso "Bara Bará Bere Berê, que alcançou a primeira posição na França, em 2012 e que foi regravada em outras versões pelos cantores Léo Rodriguez, Cristiano Araújo e Michel Teló. Compôs também com Gabriel Valim a música "Gatinha Assanhada", sucesso na voz de Gusttavo Lima, "Sinto Falta Dela" regravada pela dupla sertaneja Carlos & Jader e "Piradinha" sucesso na voz de Gabriel Valim.
Alex lançou seu primeiro álbum em 2012, intitulado Bará Berê.